# Sören Kosanke

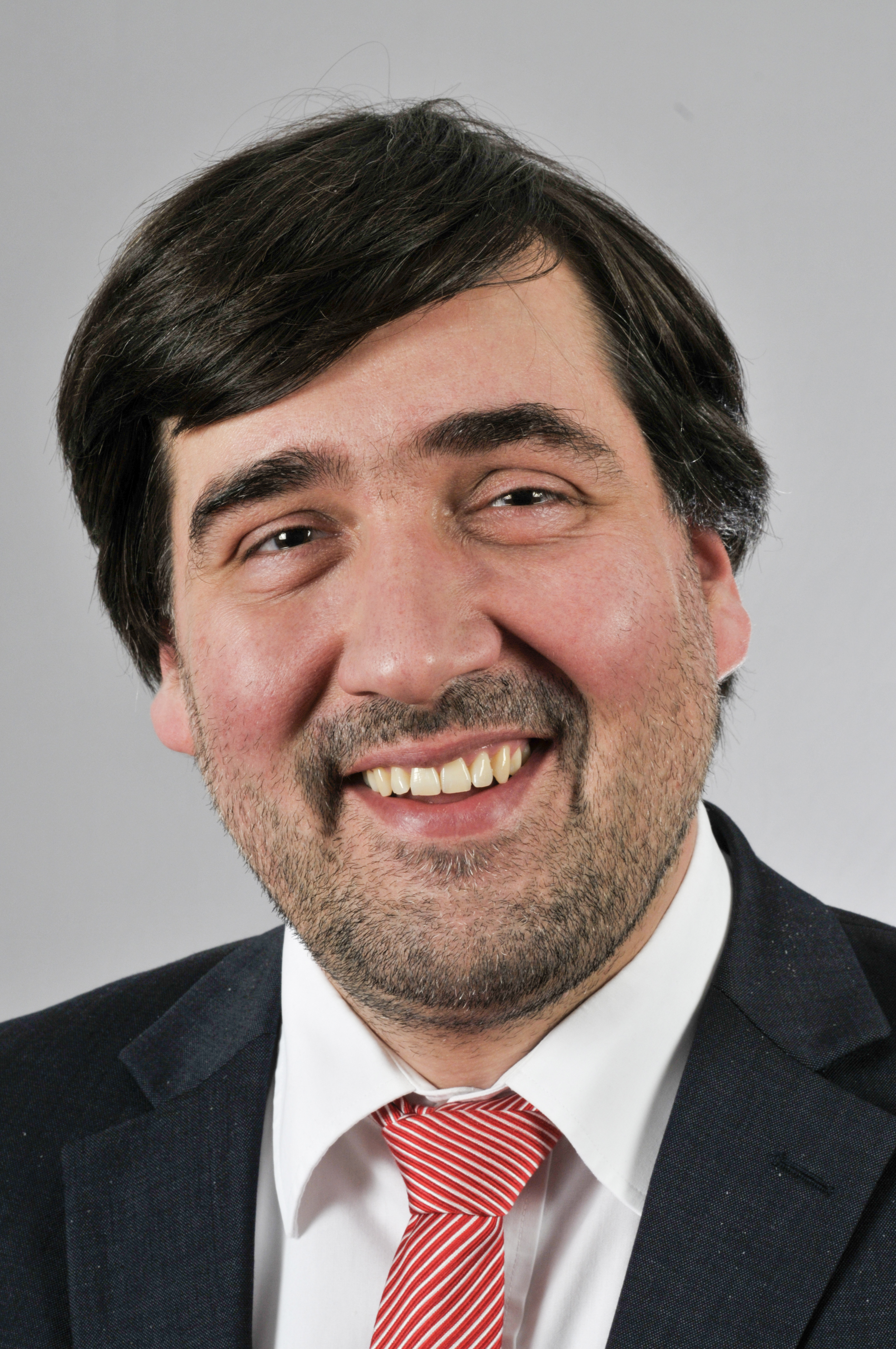
Sören Kosanke (2016)

Sören Kosanke (* 4. Februar 1977 in Dresden) ist ein deutscher Politiker (SPD). Er war von 2009 bis 2019 Mitglied des Landtages Brandenburg.

## Leben und Beruf
Sören Kosanke wurde in Dresden geboren und wuchs in Eberswalde auf. Er legte 1996 das Abitur ab und leistete im Anschluss seinen Grundwehrdienst. Von 1997 bis 2000 absolvierte er eine Berufsausbildung zum Verwaltungsfachangestellten für die kommunale Verwaltung des Landes Brandenburg beim Landkreis Barnim. Nach dem Abschluss seiner Ausbildung studierte er Philosophie, Soziologie und Rechtswissenschaften an der Universität Heidelberg und schloss das Studium 2005 mit dem Magister artium ab. Ab 2006 arbeitete er zunächst als Projektleiter in Eberswalde, bevor er 2007 als Betriebsleiter bei der Fortbildungsakademie der Wirtschaft in Hennigsdorf tätig war. Von 2007 bis 2009 arbeitete er als persönlicher Referent des Bürgermeisters und Wirtschaftsförderer bei der Stadt Teltow. Seit 2023 ist er Geschäftsführer des Bundesverbandes der Träger beruflicher Bildung (Bildungsverband).
Sören Kosanke ist verheiratet und Vater von drei Kindern. Er lebt in Teltow.

## Politik

### Partei
Kosanke trat 1998 in die SPD ein und wurde Mitglied im SPD-Ortsverein Teltow. Von 2007 bis 2011 war er Landesvorsitzender der Jusos Brandenburg. Von 2010 bis 2014 war er Vorsitzender des SPD-Unterbezirkes Potsdam-Mittelmark. Von 2015 bis 2017 war Kosanke Vorsitzender des SPD-Ortsvereins Teltow. Ab 2016 war er Vorsitzender der Sozialdemokraten in der Polizei (SiP) und damit beratendes Mitglied im Landesvorstand der Brandenburger SPD.

### Landtagsmandat
Bei der Landtagswahl 2009 wurde Kosanke im Wahlkreis Potsdam-Mittelmark IV direkt in den Landtag Brandenburg gewählt. Von 2009 bis 2010 war er Mitglied im Ausschuss für Bildung, Jugend und Sport. Ab 2009 war er ebenfalls Mitglied im Ausschuss für Wirtschaft, 2011 wurde er Vorsitzender des Ausschusses. Darüber hinaus war er seit 2010 Mitglied der Parlamentarischen Kontrollkommission, deren Vorsitzender er ab 2015 war. Zwischen 2010 und 2014 war er Vorsitzender des Untersuchungsausschusses 5/1. Bei der Landtagswahl 2014 gewann Kosanke erneut das Direktmandat im Wahlkreis Potsdam-Mittelmark IV. In der sechsten Legislaturperiode war er Vorsitzender der Parlamentarischen Kontrollkommission und des Innenausschusses sowie Mitglied im Rechtsausschuss. Für die SPD-Fraktion war er innenpolitischer Sprecher. Zur Landtagswahl 2019 trat er nicht mehr an und schied aus dem Parlament aus.

### Weitere Mandate und Ämter
Bei den Kommunalwahlen 1998 wurde Kosanke zum ersten Mal in ein Stadtparlament gewählt. In Eberswalde war er bis 2000 Stadtverordneter. Nach den Kommunalwahlen 2014 war er Mitglied der Stadtverordnetenversammlung von Teltow und des Kreistages Potsdam-Mittelmark. Bis 2015 war er Vorsitzender der SPD-Kreistagsfraktion.

### Lobbyarbeit
Sören Kosanke war im November 2010 Gastgeber eines Gesprächs mit Vattenfall und dem Kraftwerksausrüster Hitachi um die Zukunft der Braunkohle. Die Europa-Tochter des schwedischen Staatskonzerns Vattenfall gehörte damals große Teile des Lausitzer Braunkohlegebietes und Kosanke war zu der Zeit wirtschaftspolitischer Sprecher der SPD-Landtagsfraktion. Das Treffen wurde von dem SPD-Tochterunternehmen Network Media vermittelt und war Teil der sogenannten „Vorwärts-Gespräche“. 9500 Euro wurden der Parteieigenen Firma für den Termin mit dem Titel „Ausblick in die Zukunft – Energiestrategie 2020 in Brandenburg“ von den beiden Firmen gezahlt.

## Mitgliedschaften
Seit 2009 ist Sören Kosanke Vorsitzender des Fördervereins für das Teltower Rübchen. Der Rübchenverein hat sich unter anderem dem Schutz des Warenzeichens und der Wiederbelebung des Marktes verschrieben und ist Veranstalter des jährlich stattfindenden Rübchenfestes im Teltower Ortsteil Ruhlsdorf. Darüber hinaus ist er Gründungsmitglied des Fördervereins für die Freiwillige Feuerwehr in Teltow und engagiert sich im Beirat des zweitgrößten Sportverein des Landes Brandenburg, dem RSV Eintracht 1949 e. V. Ebenfalls ist er Mitglied bei der AWO, dem Regionalen Gewerbeverein und der ver.di.